# Kokhav HaShahar
Kokhav HaShahar (hebreo כוכב השחר) también llamado Kochav Shachar, lit. Estrella de la Mañana es un asentamiento israelí en Cisjordania (Palestina). Según el sistema administrativo palestino, se encuentra en la gobernación de Ramala y Al Bireh, mientras que según la administración israelí en los territorios ocupados, Kokhav HaShahar está bajo la jurisdicción del Consejo Regional de Mateh Binyamin. El asentamiento fue fundado por nueve jóvenes parejas en 1979 en un puesto fronterizo militar israelí. Para 2006, la ciudad albergaba alrededor de trescientas familias.
La comunidad internacional considera que los asentamientos israelíes en la Cisjordania ocupada son ilegales según el derecho internacional, en tanto que suponen una violación de la Cuarta Convención de Ginebra, pero el gobierno israelí no está de acuerdo con esta afirmación.